# Matthew Harkins
Matthew Harkins, né le 17 novembre 1845 à Boston et mort le 25 mai 1921 à Providence, est un évêque catholique américain qui fut évêque de Providence de 1887 à sa mort.

## Biographie

### Formation
Matthew Harkins naît à Boston de Patrick et Margaret Harkins, immigrés irlandais. Il suit ses études secondaires à Quincy, continue à la Boston Latin School de 1859 à 1862, puis au prestigieux Holy Cross College de Worcester, dans le Massachusetts, tenu par les jésuites. Après une année à Holy Cross, il part pour la France continuer ses études au Collège anglais de Douai et au séminaire Saint-Sulpice de Paris.

### Prêtre
C'est dans le Paris du Second Empire, qu'il est ordonné prêtre, le 22 mai 1869. Ensuite Matthew Harkins étudie à Rome le droit canonique et la théologie à l'université pontificale grégorienne. Il retourne au Massachusetts en 1870 pour être curé de la paroisse de l'Immaculée-Conception de   Salem,. Ensuite il sert comme curé de l'église Saint-Malachie d'Arlington de 1876 à 1884, puis de 1884 à 1887 de Saint-Jacques de Boston qui est alors la paroisse la plus grande de Nouvelle-Angleterre. En 1884, il accompagne Mgr John Joseph Williams au Troisième Concile plénier de  Baltimore en tant que son théologien.

### Évêque

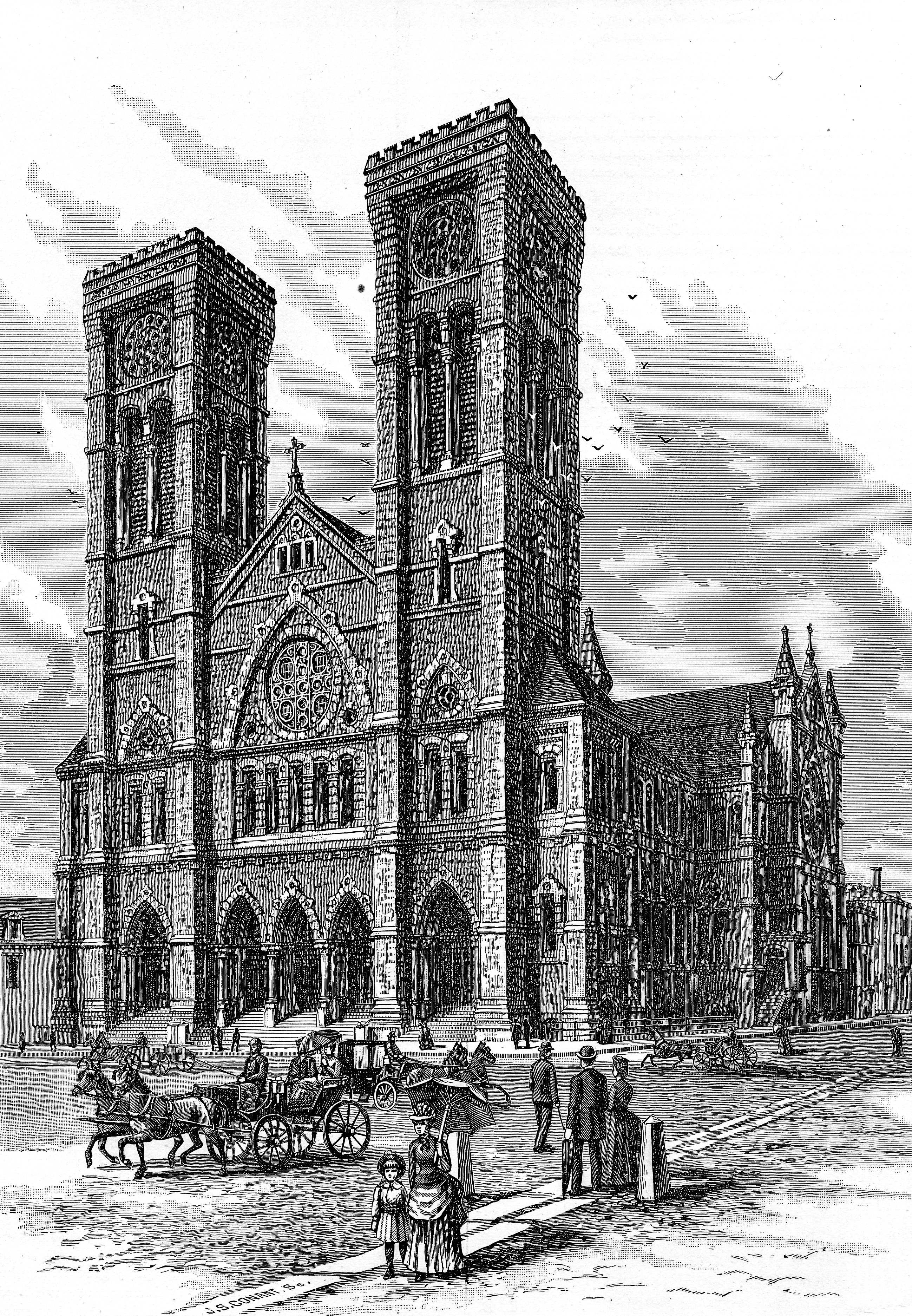
Vue de la cathédrale de Providence

Le 11 février 1887, il est nommé évêque de Providence, dans le Rhode Island, par Léon XIII. Il est consacré par Mgr Williams le 14 avril suivant , à la cathédrale Saints-Pierre-et-Paul de Providence. Sous son épiscopat, son diocèse est l'un de ceux qui ont le pourcentage le plus élevé de catholiques du pays.
En 1904, le Saint-Siège érige le diocèse de Fall River, dans le Massachusetts, à partir de celui de Providence, qui ne compte plus que 190 000 catholiques pour monter ensuite à 275 180 vers 1920. Il augmente le nombre de paroisses de 39 à 95; la plupart de celles-ci sont fondées dans des villes ou banlieues en pleine croissance, pour différents groupes nationaux de nouveaux immigrés venus d'Europe. Mgr Harkins établit aussi nombre d'organisations charitables et d'écoles paroissiales. Il aide à la fondation du premier collège universitaire du diocèse, le Providence College, en 1917. Son bâtiment principal, le Bishop Harkins Hall, lui doit son nom.

### Dernières années
À cause de son âge et de sa santé défaillante, deux évêques auxiliaires lui sont adjoints entre mai 1914 et octobre 1917 et un évêque coadjuteur en avril 1919. Il meurt à 75 ans.